# Nercwys
Nercwys är en community i Storbritannien.   Den ligger i kommunen Flintshire och riksdelen Wales, i den södra delen av landet, 270 km nordväst om huvudstaden London. Antalet invånare är 585.